# Pensilva
Pensilva är en ort i Storbritannien.   Den ligger i grevskapet Cornwall och riksdelen England, i den södra delen av landet, 300 km väster om huvudstaden London. Pensilva ligger 232 meter över havet och antalet invånare är 1 601.
Terrängen runt Pensilva är platt västerut, men österut är den kuperad. Pensilva ligger uppe på en höjd.Runt Pensilva är det ganska tätbefolkat, med 120 invånare per kvadratkilometer. Närmaste större samhälle är Liskeard, 6,4 km sydväst om Pensilva. Trakten runt Pensilva består i huvudsak av gräsmarker.